# لوكاني (بوذية)

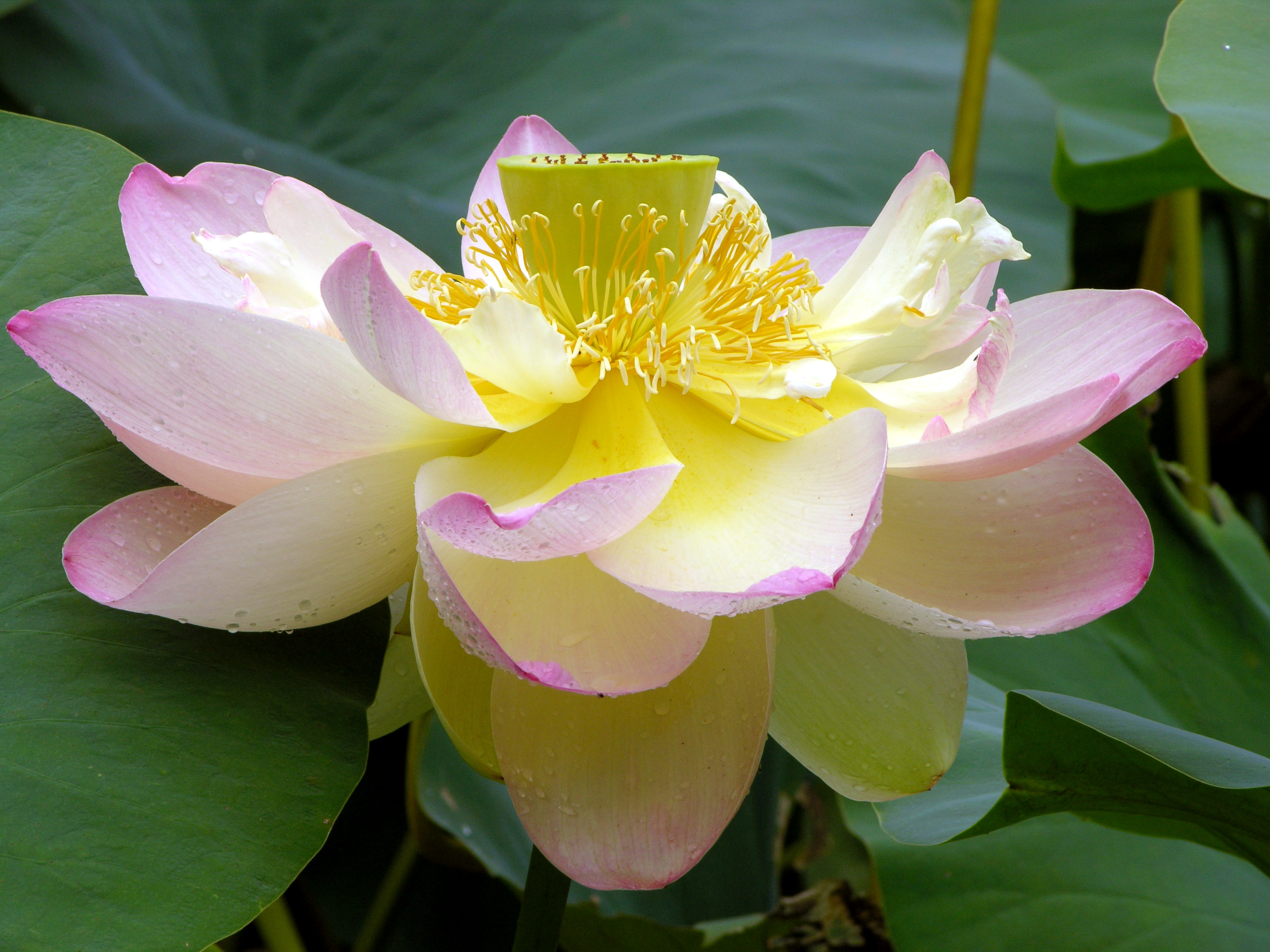
زهرة النيلومبو الجوزي

لوکاني (بالإنجليزية: Locane)‏ وتعني (العين) إلهة في بوذية المهایانا (التأمل الروحي البوذا). الألوان المفضلة عندها: الأبيض والأزرق. ورموزها الكأس، والعجلة، وزهرة اللوتس.